# Nami Hayakawa
Nami Hayakawa, född 6 oktober 1984, är en japansk bågskytt. Hon deltog vid olympiska sommarspelen 2008.